# 飯田郵便局
飯田郵便局（いいだゆうびんきょく）は長野県飯田市にある郵便局。民営化前の分類では集配普通郵便局であった。

## 概要
住所：〒395-8799 長野県飯田市鈴加町1-7

### 併設施設
- ゆうちょ銀行飯田店（長野支店飯田出張所）：取扱店番号110040

## 沿革
- 1872年8月4日（明治5年7月1日） - 飯田郵便取扱所として開設[1]。
- 1873年（明治6年） - 飯田郵便役所となる[1]。
- 1875年（明治8年）1月1日 - 飯田郵便局（四等）となる。同年、為替取扱を開始[1]。
- 1878年（明治11年） - 貯金取扱を開始[1]。
- 1890年（明治23年）5月16日 - 飯田郵便電信局となる[1]。
- 1903年（明治36年）4月1日 - 通信官署官制の施行に伴い飯田郵便局となる[1]。
- 1948年（昭和23年）11月3日 - 飯田市松尾町から同市若松町へ移転[2]。
- 1953年（昭和28年）11月1日 - 大平郵便局[3]から集配業務を移管。
- 1956年（昭和31年）11月1日 - 電話通話および和文電報受付事務の取扱を開始。
- 1967年（昭和42年）11月27日 - 東和町二丁目から、鈴加町一丁目に局舎を新築、移転。
- 1993年（平成5年）7月1日 - 外国通貨の両替および旅行小切手の売買に関する業務取扱を開始。
- 2004年（平成16年）10月25日 - 伊賀良（いがら）郵便局および竜丘郵便局からそれぞれ「395-01xx」「399-25xx」区域の集配業務を移管[4]。
- 2006年（平成18年）10月16日 - 山本郵便局および下久堅（しもひさかた）郵便局からそれぞれ「395-02xx」「399-26xx」区域の集配事務を移管。
- 2007年（平成19年）10月1日 - 民営化に伴い、併設された郵便事業飯田支店、ゆうちょ銀行飯田店に一部業務を移管。
- 2012年（平成24年）10月1日 - 日本郵便株式会社発足に伴い、郵便事業飯田支店を飯田郵便局に統合。

## 取扱内容

### 飯田郵便局
- 郵便、印紙、ゆうパック、内容証明
- 生命保険、バイク自賠責保険、自動車保険、がん保険、引受条件緩和型医療保険
- 「395-00xx」「395-01xx」「395-02xx」「395-08xx」「399-25xx」「399-26xx」区域（飯田市（合併以前からの飯田市域の一部））の集配業務
- ゆうゆう窓口

### ゆうちょ銀行飯田店
- 貯金、貸付、為替、振替、振込、国際送金、外貨両替、国債、投資信託、変額年金保険
- ATM

## 周辺
- ジョイマートユニー
- 飯田中央公園
- 飯田市立飯田東中学校
- 国道151号

## アクセス
- JR飯田線 飯田駅から徒歩約7分
- 信南交通バス、飯田市民バス 中央通り3丁目停留所もしくはユニー前停留所下車
- 中央自動車道 飯田ICから北東に約4km
- 駐車場あり：27台